# سقاية آل مدلج
سقاية آل مدلج
خصصت هذه السقاية لمنفعة أهالي بغداد من قبل منشأها الشيخ مدلج الصغير بن الشيخ ظاهر بن الشيخ احمد الرحبي، والمتوفى سنة 1670م، وهو مفتي بغداد والمدرس في جامع الشيخ عبد القادر الكيلاني، وألحق السقاية بمسجد ابتناه باتصال الشارع الذي يمر على مرقد الخلاني، قرب زاوية العيدروسي، في محلة الشيخ عز الدين الجديداوي والتي أصبحت جزء من محلة السنك فيما بعد.
وبقيت عائلة آل مدلج ملتزمة برعاية السقاية، وفي سنة 1770م، أوقف لها الشيخ عبد القادر مدلج داراً لهُ والمتصلة بجامع النعماني، مقابل مسجد العلامة محمد بن عبد الرحمن الرحبي، مفتي الشافعية ببغداد.
وأوقفت السيدة عائشة خاتون بنت الشيخ عبد القادر مدلج عام 1824م أرض بستان لها يقع في قصبة الكاظمية على مصالح المسجد والسقاية.